# Kościół św. Lupusa w Amiens
Kościół św. Lupusa (fr. Église Saint-Leu, pikard. Église Sant-Leu) – rzymskokatolicka świątynia znajdująca się we francuskim mieście Amiens.

## Historia
Kościół wzniesiono w 1481 roku, wedle tradycji zastąpił on kaplicę poświęconą św. Lambertowi. W XVI wieku dobudowano dzwonnicę, której hełm runął w Wielkanoc 1581 roku, zabijając 68 osób. Świątynia została splądrowana podczas rewolucji francuskiej w 1793, a w XIX wieku gruntownie odremontowana. 26 grudnia 1906 wpisana do rejestru zabytków.

## Architektura i wyposażenie
Świątynia gotycka, trójnawowa, o układzie halowym, przykryta drewnianym stropem. Wieżę zdobi XV-wieczny portal, z maswerkowym, ażurowym tympanonem.
Wnętrze zdobi:
- drewniana rzeźba Chrystusa z końca XV wieku,
- ambona z ok. 1700 roku, autorstwa François Cressenta, przeniesiona z opactwa Saint-Jean-des-Prémontrés,
- ołtarz Matki Bożej, z XVIII-wieczną, drewnianą rzeźbą Maryi z Dzieciątkiem i figurami św. Józefa i św. Wincentego a Paulo,
- ołtarz Najświętszego Sakramentu z figurami św. Ludwika i św. Elżbiety[2].

Pierwsze organy w świątyni zainstalowano w okresie renesansu. W 1750 zostały przebudowane przez Charles'a Dallery'ego i inaugurowane 17 maja 1751. W 1839 zainstalowano nowy instrument autorstwa Etienne-Josepha Hanzego i zakonników z opactwa Valloires. Miały 32 registry, 3 manuały i pedał. Podczas przebudowy pod koniec XIX wieku liczbę registrów zwiększono do 37, zainaugurował je 19 grudnia 1875 słynny paryski organista Alexandre Guilmant. Drobne remonty miały miejsce w 1882 i 1938.

## Galeria

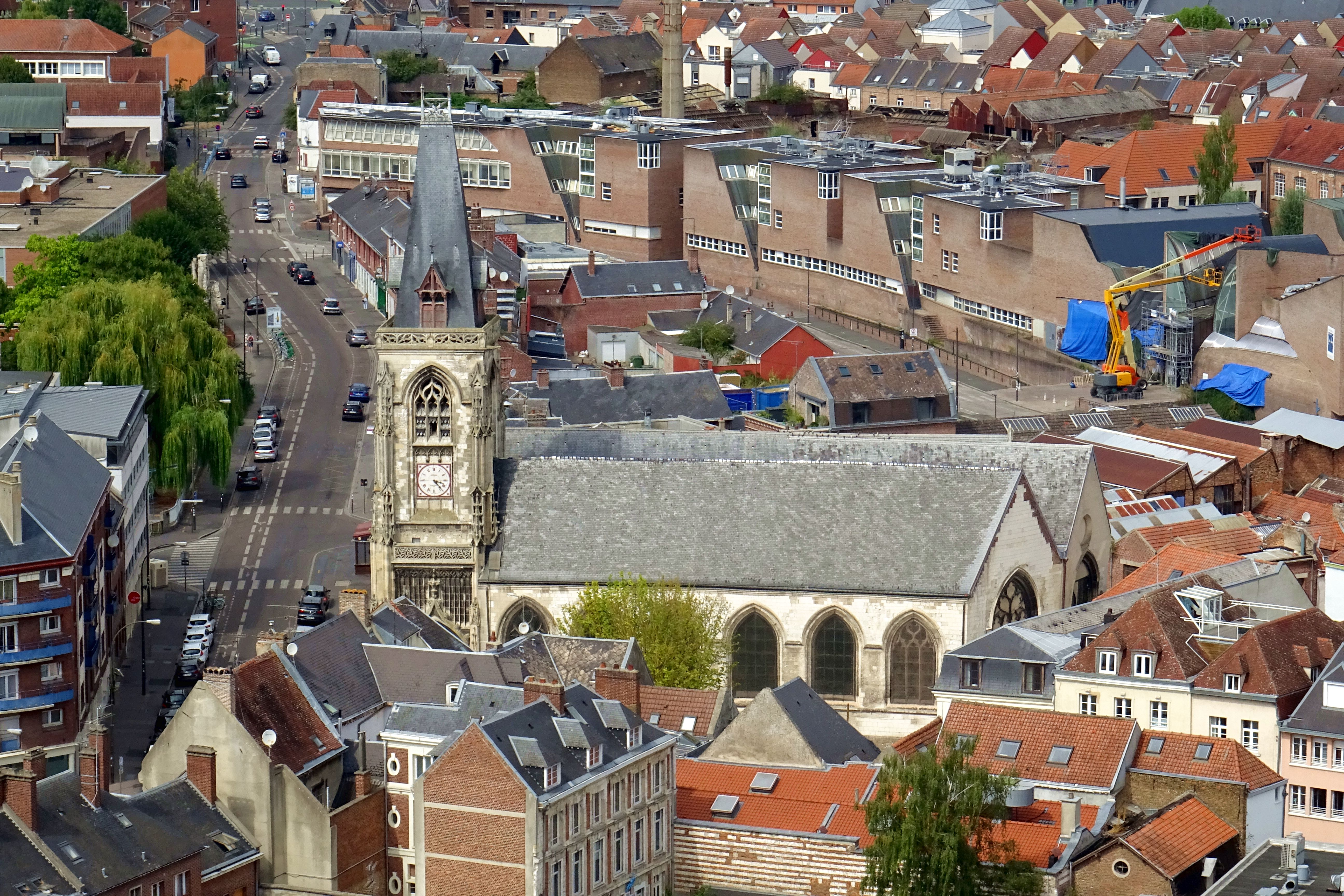
Widok na kościół z wieży katedry
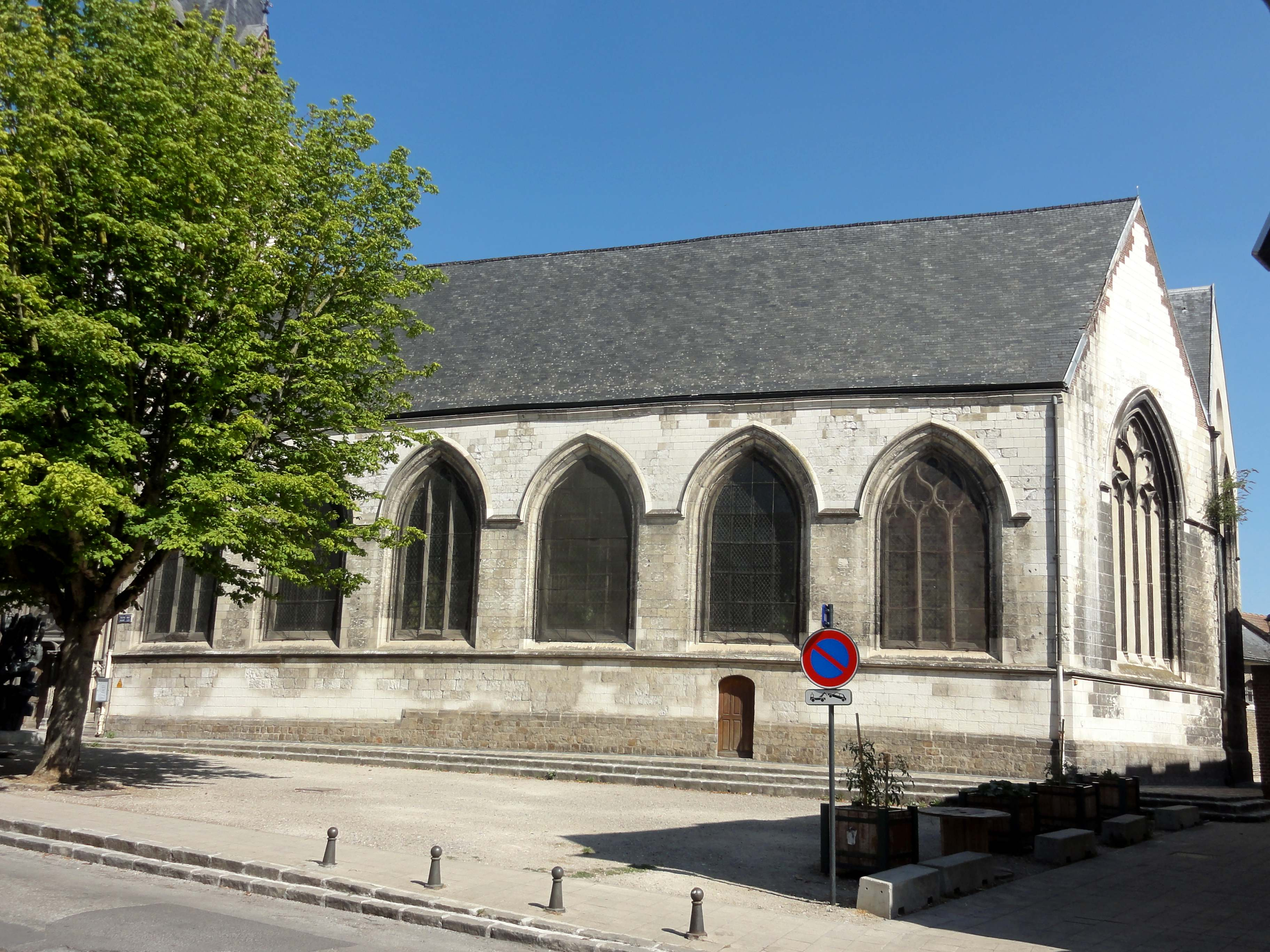
Południowa i wschodnia elewacja
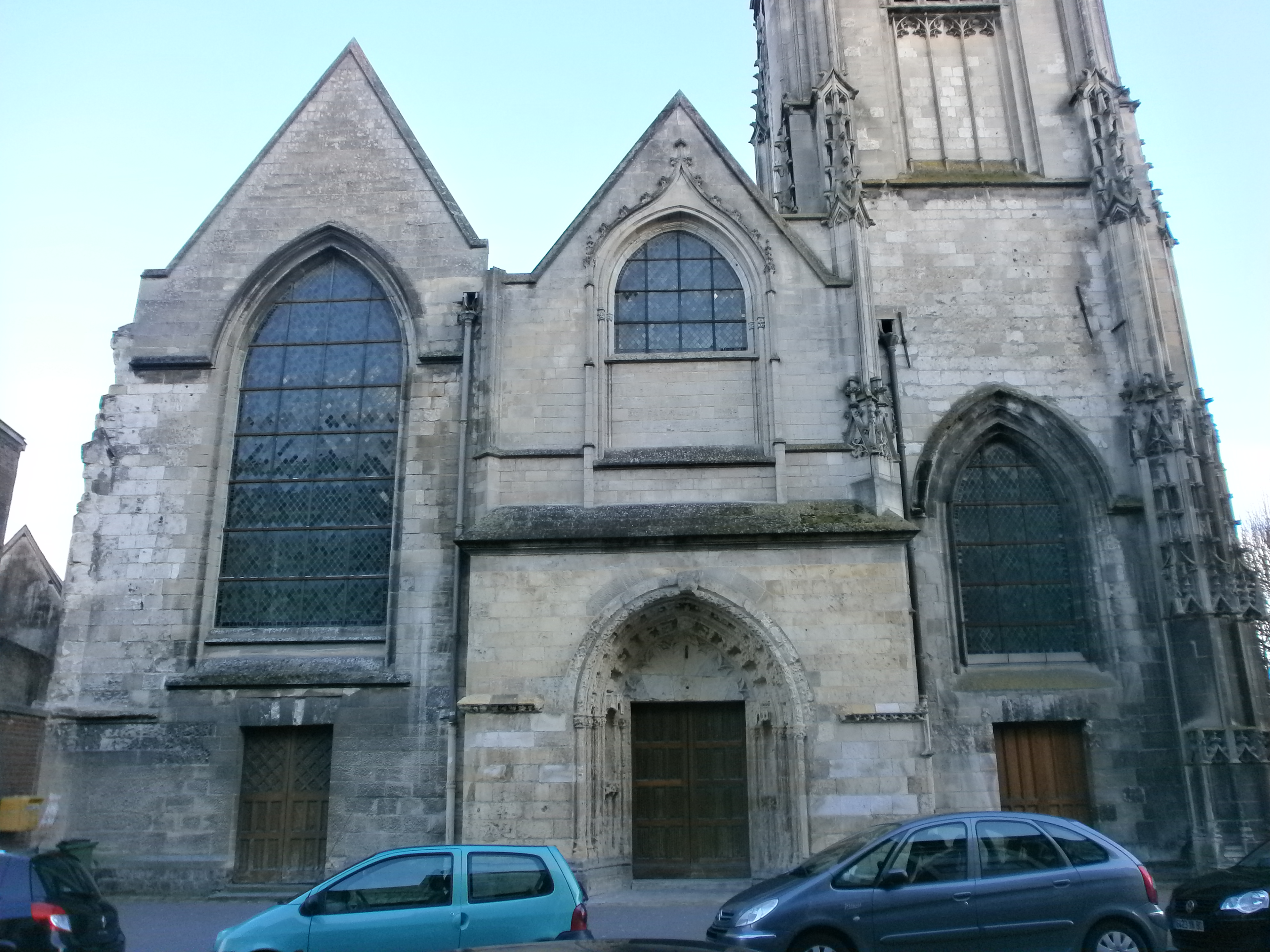
Fasada
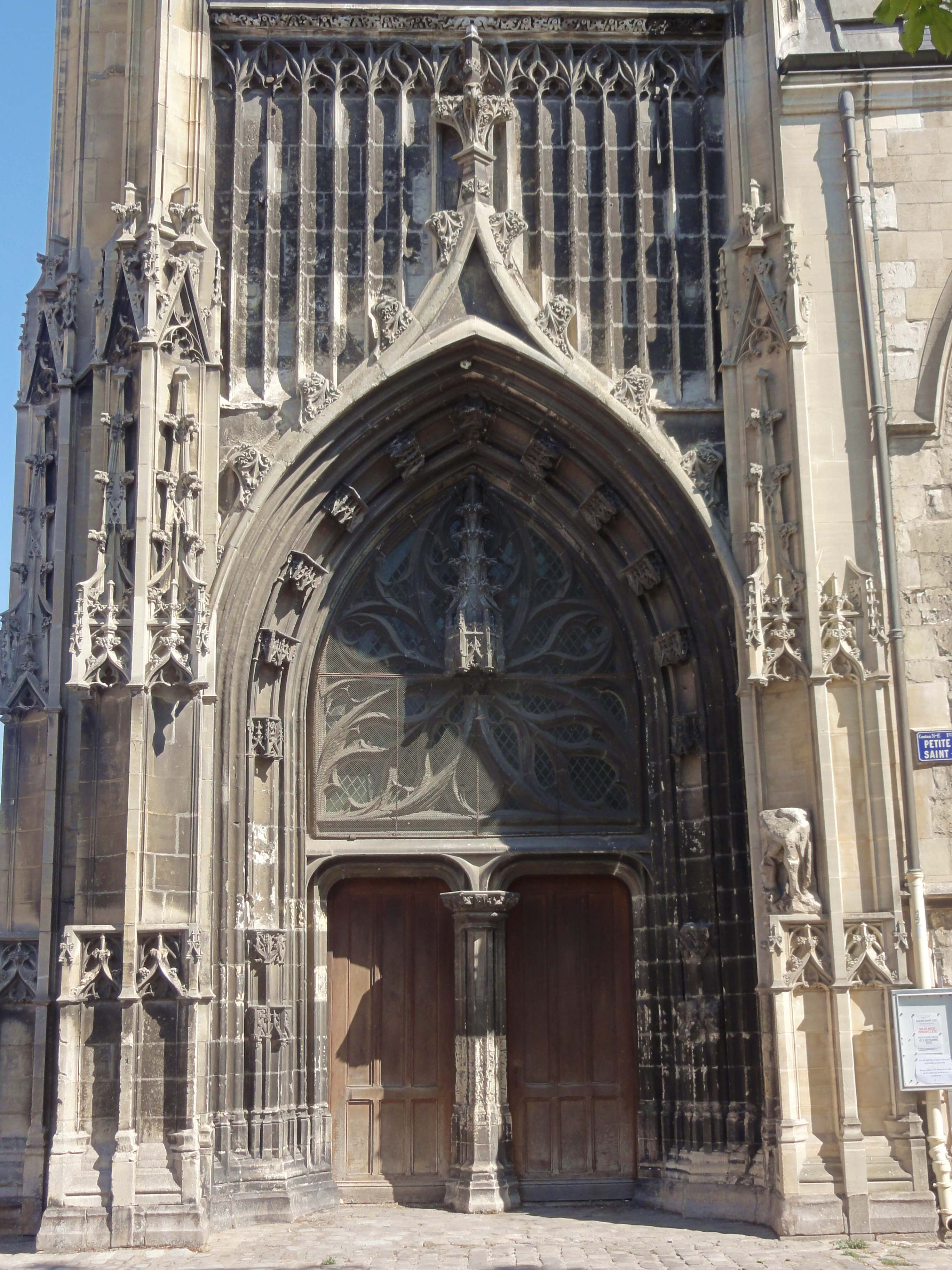
Portal wieży
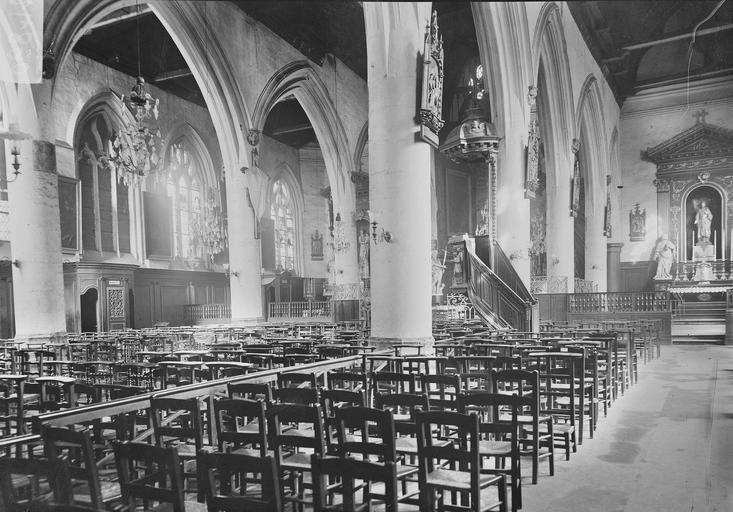
Wnętrze w 1913
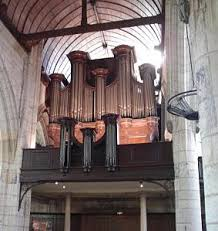
Organy